# 베르겐

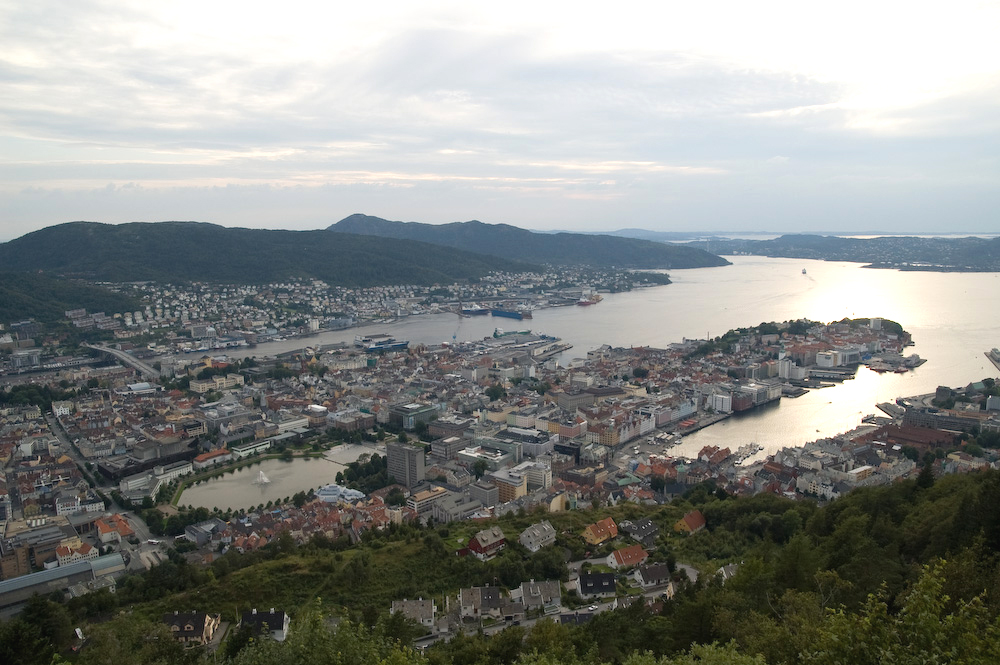
베르겐

베르겐 역사지구

베르겐(노르웨이어: Bergen)은 노르웨이 서남부, 호르달란주에 있는 도시이다. 인구 25만(2008).
노르웨이 서남부 해안의 깊숙이 들어간 피오르에 위치한다. 수도 오슬로에서 서북쪽으로 400km 떨어져 있으며, 노르웨이에서 오슬로 다음으로 큰 제2의 도시이다. 북위 60° 22′의 고위도에 위치하나, 멕시코 만류의 영향으로 기후가 온화하여 겨울철에도 평균기온이 영상이며, 지형적인 영향으로 연평균 강수량이 2,000mm 이상으로 유럽에서 가장 비가 많이 오는 곳 중 하나이다. 반면 눈은 노르웨이에서는 적게 오는 곳에 속한다.

## 역사
시의 역사는 1070년 노르웨이의 올라프 3세 국왕이 건설한 것에서 시작된다. 그 후 성곽이 생기면서 노르웨이에서 중요한 곳이 되었으며, 12∼13세기에는 이 나라 수도였다. 14세기 흑사병이 유럽을 강타한 후 영국 선원들이 들어오면서 무역항으로 중요해졌다. 중세(中世)에는 스칸디나비아 반도 중에서는 최대의 항구이며 무역의 중심이었다. 또한 이때 한자 동맹에 가입하여 스칸디나비아의 서해안의 무역을 지배하며 수백년 동안 크게 번창하였다. 19세기까지도 노르웨이의 최대 도시였다가 크리스티아나(현재의 오슬로)에 그 자리를 빼앗겼다.

## 문화
19세기에는 이 곳을 강타한 대화재와 크리스티아나의 발전으로 다소 침체했으나, 그 후 다시 서해안의 중심지로 발전하고 있다. 대화재를 계기로 목재건축은 금지하고 있으나, 한자 동맹 시절의 중심가에는 독특한 목재 건물들이 남아 있으며, 역사 지구는 유네스코에서 지정한 세계문화유산으로 등록되었다. 피오르식 해안관광의 출발점인 베르겐은 화려한 자연경관과 더불어 각종 미술관·박물관이 있는 문화도시이다.
한자 박물관(Hanseatisk Museum)은 베르겐 시가 항구도시로서, 예부터 어업과 해외무역이 발달, 14세기에는 한자동맹에 가세하여 더욱 발전을 거듭한 것을 기념하기 위한 박물관이다. 시장 북쪽 브리겐 거리에 위치하며, 1702년 건립된 시내에서 가장 오래된 목조 건물이다. 마리아 교회(Mariakirken)는 브리겐 거리 북서쪽에 위치한 베르겐에서 가장 오래된 교회이다. 12세기 로마네스크 양식으로 지어졌으며, 내부에는 바로크풍의 선교단이 있다. 트롤하우겐(Troldhaugen)은 노르웨이의 작곡가 에드바르 그리그의 집이다. 트롤은 보는 사람에 따라 선인과 악인으로 변하는 숲속의 요정으로 트롤하우겐은 트롤이 살고 있는 언덕이란 뜻이다. 그리그가 사용했던 피아노, 악보, 가구 등이 전시되어 있다. 베르겐 수족관(Bergen Aquarium)은 노르네스 반도 서쪽 끝에 있는 노르웨이 최대의 수족관으로, 9개의 큰 수족관과 42개의 작은 수족관으로 이루어져 있다. 바다표범, 해수어, 펭귄, 바다새를 볼 수 있다. 판토프트 통널 교회(Fantoft Stavkirke)는 베르겐 교외의 판토프트(Fantoft)에 있는 독특한 통널 교회이다. 1150년에 처음 송네피오르드에 세워졌던 것인데, 보존을 위해 1883년 이곳으로 이전, 화재로 소실된 것을 1997년 6월 6일 재건축했다. 지붕이 5층으로 되어 있는 독특한 건물이다.

## 인구
| 연도 | 인구    | ±%      |
| --- | ------- | ------- |
| 1500 | 5,500   | —       |
| 1769 | 18,827  | +242.3% |
| 1855 | 37,015  | +96.6%  |
| 1900 | 94,485  | +155.3% |
| 1910 | 104,224 | +10.3%  |
| 1920 | 118,490 | +13.7%  |
| 1930 | 129,118 | +9.0%   |
| 1940 |         | —       |
| 1950 | 162,381 | —       |
| 1960 | 185,822 | +14.4%  |
| 1970 | 209,066 | +12.5%  |
| 1980 | 207,674 | −0.7%   |
| 1990 | 212,944 | +2.5%   |
| 2000 | 229,496 | +7.8%   |
| 2010 | 256,580 | +11.8%  |
| 2014 | 271,949 | +6.0%   |
| 2016 | 278,121 | +2.3%   |
| Source: Statistics Norway. Note: The municipalities of Arna, Fana, Laksevåg and Åsane were merged with Bergen 1 January 1972. |         |         |

## 기후
| 베르겐의 기후                                                                           | 베르겐의 기후 | 베르겐의 기후 | 베르겐의 기후 | 베르겐의 기후 | 베르겐의 기후 | 베르겐의 기후 | 베르겐의 기후 | 베르겐의 기후 | 베르겐의 기후 | 베르겐의 기후 | 베르겐의 기후 | 베르겐의 기후 | 베르겐의 기후   |
| 월                                                                                      | 1월           | 2월           | 3월           | 4월           | 5월           | 6월           | 7월           | 8월           | 9월           | 10월          | 11월          | 12월          | 연간            |
| --------------------------------------------------------------------------------------- | ------------- | ------------- | ------------- | ------------- | ------------- | ------------- | ------------- | ------------- | ------------- | ------------- | ------------- | ------------- | --------------- |
| 역대 최고 기온 °C (°F)                                                                  | 16.2 (61.2)   | 13.5 (56.3)   | 17.2 (63.0)   | 25.5 (77.9)   | 31.2 (88.2)   | 30.3 (86.5)   | 33.4 (92.1)   | 30.7 (87.3)   | 28.6 (83.5)   | 23.8 (74.8)   | 17.9 (64.2)   | 14.2 (57.6)   | 33.4 (92.1)     |
| 일평균 최고 기온 °C (°F)                                                                | 4.7 (40.5)    | 4.9 (40.8)    | 6.9 (44.4)    | 11.1 (52.0)   | 15.0 (59.0)   | 17.7 (63.9)   | 19.7 (67.5)   | 19.4 (66.9)   | 16.1 (61.0)   | 11.7 (53.1)   | 7.6 (45.7)    | 5.3 (41.5)    | 11.7 (53.0)     |
| 일일 평균 기온 °C (°F)                                                                  | 2.6 (36.7)    | 2.4 (36.3)    | 3.8 (38.8)    | 7.1 (44.8)    | 10.6 (51.1)   | 13.5 (56.3)   | 15.5 (59.9)   | 15.4 (59.7)   | 12.7 (54.9)   | 8.7 (47.7)    | 5.3 (41.5)    | 3.1 (37.6)    | 8.4 (47.1)      |
| 일평균 최저 기온 °C (°F)                                                                | 0.6 (33.1)    | 0.1 (32.2)    | 1.3 (34.3)    | 3.9 (39.0)    | 6.9 (44.4)    | 10.1 (50.2)   | 12.4 (54.3)   | 12.4 (54.3)   | 9.9 (49.8)    | 6.1 (43.0)    | 3.1 (37.6)    | 1.0 (33.8)    | 5.6 (42.2)      |
| 역대 최저 기온 °C (°F)                                                                  | −16.3 (2.7)   | −13.4 (7.9)   | −12.0 (10.4)  | −5.4 (22.3)   | −0.1 (31.8)   | 1.7 (35.1)    | 5.6 (42.1)    | 5.3 (41.5)    | −0.1 (31.8)   | −4.7 (23.5)   | −9.5 (14.9)   | −13.7 (7.3)   | −16.3 (2.7)     |
| 평균 강수량 mm (인치)                                                                   | 256.3 (10.09) | 209.5 (8.25)  | 201.7 (7.94)  | 140.6 (5.54)  | 108.5 (4.27)  | 132.3 (5.21)  | 157.5 (6.20)  | 207.9 (8.19)  | 248.1 (9.77)  | 268.1 (10.56) | 275.1 (10.83) | 289.9 (11.41) | 2,495.5 (98.26) |
| 평균 강수일수 (≥ 1.0 mm)                                                                | 19.2          | 17.4          | 17.6          | 14.1          | 13.0          | 13.3          | 15.2          | 16.6          | 18.1          | 18.5          | 18.5          | 19.3          | 200.8           |
| 평균 상대 습도 (%)                                                                      | 79.1          | 77.7          | 74.1          | 69.4          | 68.7          | 72.5          | 75.6          | 76.8          | 77.9          | 78.5          | 79.2          | 80.7          | 75.9            |
| 평균 월간 일조시간                                                                      | 31.8          | 64.4          | 121.9         | 222.0         | 248.4         | 236.4         | 204.0         | 183.3         | 129.8         | 85.7          | 47.9          | 13.5          | 1,589.1         |
| 가능 일조율                                                                             | 15            | 25            | 33            | 51            | 47            | 42            | 37            | 38            | 34            | 27            | 21            | 7             | 31              |
| 출처: 노르웨이 기상학회 (평년값: 1991년~2020년, 극값: 1957년~현재, 일조: 2016년~2023년) |               |               |               |               |               |               |               |               |               |               |               |               |                 |

## 자매 도시
- 에리트레아 아스마라
- 스웨덴 예테보리
- 독일 뤼베크
- 영국 뉴캐슬어폰타인
- 캐나다 퀘벡
- 독일 로스토크
- 미국 시애틀
- 핀란드 투르쿠
- 덴마크 오르후스